# Afşarimam, Küre
Afşariman là một xã thuộc huyện Küre, tỉnh Kastamonu, Thổ Nhĩ Kỳ. Dân số thời điểm năm 2008 là 96 người.